# Mix Exceptional
Mix Exceptional è un album di remix della cantante Alexandra Stan, pubblicato nel 2015 dalla Global Records.

## Tracce
1. Mr. Saxobeat (radio edit)
2. Mr. Saxobeat (Maan Studio Remix)
3. Get Back (ASAP) (Maan Studio Remix)
4. Get Back (ASAP) (radio edit)
5. Ting Ting (radio edit)
6. Crazy (radio edit)
7. Lollipop (Param Pam Pam) (Cahill Club Mix)
8. Lemonade (Cahill Club Mix)
9. Lemonade (radio edit)
10. 1.000.000 (radio edit)
11. All My People (radio edit)
12. Cliche (Hush Hush) (radio edit)
13. Show Me The Way (radio edit)
14. Bitter Sweet (radio edit)
15. Cliche (Hush Hush) (Acoustic ver.)